# Cyclopera
Cyclopera là một chi bướm đêm thuộc họ Noctuidae.